# Krystyna Pankowska
Krystyna Kazimiera Milczarek-Pankowska – polska pedagog, profesor w zakresie nauk społecznych, doktor habilitowana nauk humanistycznych, profesor Uniwersytetu Warszawskiego. 

## Życiorys
Autorka polskiej teorii dramy edukacyjnej. Stopień naukowy doktora nauk humanistycznych uzyskała w roku 1986 na podstawie rozprawy pt. Możliwości edukacyjne dramy w szkole zawodowej, w roku 2001 stopień doktora habilitowanego nauk humanistycznych na podstawie dorobku naukowego oraz rozprawy Pedagogika dramy. Teoria i praktyka. W roku 2016 prezydent RP nadał jej tytuł profesora w zakresie nauk społecznych.
Zainteresowania naukowe prof. Pankowskiej to teoria dramy, teoria edukacji estetycznej, antropologia współczesności.
Ukończyła studia na Wydziale Filologii Polskiej Uniwersytetu Warszawskiego. Od roku 1980 jest związana z Wydziałem Pedagogicznym Uniwersytetu Warszawskiego. Rozpoczęła pracę w Katedrze Antropologii (na Wydziale Historycznym) i kontynuowała ją w Zakładzie Teorii Wychowania Estetycznego na Wydziale Pedagogicznym. W latach 2008–2014 pełniła funkcję kierownika Studiów Doktoranckich. Od roku 2010 kieruje Zakładem Edukacji Estetycznej i Studiów nad Kulturą.
- Stopień doktora: 1986.
- Stopień doktora habilitowanego: 2001.
- Wielokrotne nagrody Rektora Uniwersytetu Warszawskiego.
- Odznaczona przez Prezydenta RP Złotym Medalem za Długoletnią Służbę[5].

## Wybrane publikacje
- „Homo amans” w drodze przez doświadczenie. Propozycje strategii edukacyjnych, w: E. Lewandowska-Tarasiuk, J. Łaszczyk, B. Śliwerski, Pedagogika „homo amans”. Inspiracje. Modele. Perspektywy, Wyd. Difin, Warszawa 2022.
- Migotliwy obraz świata w świecie obrazów, „Kultura i Edukacja”, 2019/3.
- Rozwój polskiej teorii wychowania estetycznego – prekursorzy i twórcy, „Kwartalnik Pedagogiczny”, 2017/4[6]
- Sztuka i twórczość /red./, Wyd. Naukowe Żak, Warszawa 2015.
- Drama. Konteksty teoretyczne, Wydawnictwo Uniwersytetu Warszawskiego, Warszawa 2013.
- Kultura-sztuka-edukacja w świecie zmian. Refleksje antropologiczno-pedagogiczne, Wydawnictwo Uniwersytetu Warszawskiego, Warszawa 2013 .
- Sztuka i wychowanie. Współczesne problemy edukacji estetycznej /red./, Wyd. Naukowe Żak, Warszawa 2010.
- Drama w przekraczaniu granic niepełnosprawności (współpr. H. Gzella i A. Madziara), Wyd. APS, Warszawa 2006.
- Pedagogika dramy. Teoria i praktyka, Wyd. Naukowe Żak, Warszawa 2000.
- Edukacja przez dramę, WSiP, Warszawa 1997.
- Drama – zabawa i myślenie, COMUK, Warszawa 1990.
- Współczesny teatr poszukujący, WSiP, Warszawa 1986.